# Италија на Светском првенству у атлетици на отвореном 2013.
Италија је на 14. Светском првенству у атлетици на отвореном 2013. одржаном у Москви од 10. до 18. августа, учествовала четрнаести пут, односно учествовала је на свим досадашњим првенствима. Репрезентација Италија је пријавила 57 такмичара (33 мушкараца и 24 жене) у 28. атлетских дисциплина (14 мушких и 14 женских).,. Наступио је 51 такмичар (29 мушкараца и 22 жене)
На овом првенству Италија је освојила само једну сребрну медаљу. Поред тога оборена су 2 лична рекорда и 14 најбољих личних резултата сезоне. Овим успехом италијанска атлетска репрезентација у укупном пласману делила је 26 место по броју освојених медаља од укупно 206 земаља учесница.
У табели успешности (према броју и пласману такмичара који су учествовали у финалним такмичењима (првих 8 такмичара)), а који су бодовани тако да је први освајао 8 бодова, а последњи осми 1 бод, Италија је била делила 19. место са 6 финалиста и 19 бодова.
| Плас. | Земља   | 1. место | 2. место | 3. место | 4. место | 5. место | 6. место | 7. место | 8. место | Бр. финал. | Бод. |
| ----- | ------- | -------- | -------- | -------- | -------- | -------- | -------- | -------- | -------- | ---------- | ---- |
| =19.  | Италија | 0        | 1        | 0        | 0        | 1        | 1        | 2        | 1        | 6          | 19   |

2. место, Валерија Странео — маратон
5. место, Елиза Ригаудо — 20 км ходање
6. место, Ема Кваља — маратон
7. место, Алесија Трост — скок увис
7. место, Никола Вицони — бацање кладива
8. место, Фабрицио Скембри — троскок

## Учесници по дисциплинама
| Дисциплина       | Мушкарци                                                          | Жене                                                                                                 |
| ---------------- | ----------------------------------------------------------------- | --- |
| 200 м            | Енрико Демонте                                                    | Глорија Хупер                                                                                        |
| 400 м            | Матео Галван                                                      | Кјара Бацони, Либанија Гренот                                                                        |
| 800 м            | Ђордано Бенедети                                                  | Марта Милани                                                                                         |
| 1.500 м          | Карстен Шланген, Homiyu Tesfaye                                   | Маргерита Мањани                                                                                     |
| 10.000 м         | Данијеле Меучи                                                    | — |
| Маратон          | —                                                                 | Валерија Странео, Ема Кваља                                                                          |
| 100 м препоне    | —                                                                 | Марција Каравели, Вероника Борси                                                                     |
| 400 м препоне    | —                                                                 | Jennifer Rockwell-Grossarth                                                                          |
| 3.000 м препреке | Патрик Насти, Јури Флоријани, Џамел Чатби                         | — |
| 20 км ходање     | Матео Ђупони, Ђорђо Рубино, Федерико Тонтодонати                  | Елиза Ригаудо, Елеонора Ана Ђорђи, Антонела Палмизано                                                |
| 50 км ходање     | Марко да Лука, Теодорико Капоразо, Jean-Jacques Nkouloukidi       | — |
| 4 x 100 м        | - Микаел Туми - Матео Галван² - Дијего Марани - Делмас Обоу       | - Одри Ало - Марција Каравели¹ - Ilenia Draisci - Martina Amidei                                     |
| 4 x 400 м        | - Марко Лоренци - Isalbet Juarez - Eusebio Haliti - Матео Галван³ | - Кјара Бацони¹ - Марта Милани¹ - Maria Benedicta Chigbolu* - Либанија Гренот¹ - Марија Енрика Спача |
| Скок увис        | Силвано Кезани                                                    | Алесија Трост                                                                                        |
| Скок мотком      | Клаудио Стеки, Ђузепе Ђибилиско                                   | — |
| Скок удаљ        | —                                                                 | Дарија Деркач                                                                                        |
| Троскок          | Фабрицио Донато, Данијел Греко, Фабрицио Скембри                  | Симона ла Мантија                                                                                    |
| Бацање кугле     | —                                                                 | Кјара Роза                                                                                           |
| Бацање диска     | Ђовани Фалочи                                                     | — |
| Бацање кладива   | Никола Вицони                                                     | — |

- Атлетичарке у штафетама означени звездицама трчале су у само у квалификацијама, а не и у финалу, а означене бројевима значи да су учествовале и у појединачним дисциплинама.

## Освајачи медаља

### Сребро (1)
- Валерија Странео — Маратон

## Резултати

### Мушкарци
| Атлетичар                                                | Дисциплина       | Лични рекорд        | Квалификације    | Квалификације    | Полуфинале           | Полуфинале           | Финале               | Финале         | Детаљи |
| Атлетичар                                                | Дисциплина       | Лични рекорд        | Резултат         | Место            | Резултат             | Место                | Резултат             | Место          | Детаљи |
| -------------------------------------------------------- | ---------------- | ------------------- | ---------------- | ---------------- | -------------------- | -------------------- | -------------------- | -------------- | ------ |
| Енрико Демонте                                           | 200 м            | 20,45               | 21,13            | 6 у гр. 6        | Није се квалификовао | Није се квалификовао | Није се квалификовао | 38 / 55 (56)   |        |
| Матео Галван                                             | 400 м            | 45,59               | 45,39 ЛР         | 3 у гр. 2 КВ     | 45,69                | 5. у гр. 2           | Није се квалификовао | 16 / 32 (35)   |        |
| Ђордано Бенедети                                         | 800 м            | 1:44,67             | 1:47,90          | 3. у гр. 1 КВ    | 1:48,31              | 7. у гр. 2           | Није се квалификовао | 20 / 47 (49)   |        |
| Данијеле Меучи                                           | 10.000 м         | 27:32,86            |                  |                  |                      |                      | 28:06,74             | 19 / 25 (35)   |        |
| Патрик Насти                                             | 3.000 м препреке | 8:29,08             | 8:36,42          | 8 у гр. 1        |                      |                      | Није се квалификовао | 33 / 35 (41)   |        |
| Јури Флоријани                                           | 3.000 м препреке | 8:22,62             | ДИСК. чл. 163,3б | ДИСК. чл. 163,3б | Дисквалификован      | Дисквалификован      |                      |                |        |
| Џамел Чатби                                              | 3.000 м препреке | 8:08.86             | ДИСК. чл. 163,3б | ДИСК. чл. 163,3б | Дисквалификован      | Дисквалификован      |                      |                |        |
| Микаел Туми Матео Галван Дијего Марани Делмас Обоу       | 4 х 100 м        | 38,17 НР            | 38,49 НРС        | 4. у гр 3        |                      |                      | Нису се квалификовли | 10 / 22 (23)   |        |
| Марко Лоренци Isalbet Juarez Eusebio Haliti Матео Галван | 4 х 400 м        | 3:01,37 НР          | 3:03,88 НРС      | 1 у гр. 3 КВ     |                      |                      | Нису се квалификовли | 14 / 24        |        |
| Матео Ђупони                                             | 20 км ходање     | 1:20:58             |                  |                  |                      |                      | 1:23:27 ЛРС          | 14 / 53 (64)   |        |
| Ђорђо Рубино                                             | 20 км ходање     | 1:19:37             | 1:25:42          | 28 / 53 (64)     |                      |                      |                      |                |        |
| Федерико Тонтодонати                                     | 20 км ходање     | 1:22:00             | 1:29:26          | 43 / 53 (64)     |                      |                      |                      |                |        |
| Марко да Лука                                            | 50 км ходање     | 3:46:31             | 3:48:05 ЛРС      | 15 / 46 (61)     |                      |                      |                      |                |        |
| Jean-Jacques Nkouloukidi                                 | 50 км ходање     | 3:52:35             | 3:54:00 ЛРС      | 24 / 46 (61)     |                      |                      |                      |                |        |
| Теодорико Капоразо                                       | 50 км ходање     | 3:56:45             | 4:05:25          | 427 / 46 (61)    |                      |                      |                      |                |        |
| Силвано Кезани                                           | Скок увис        | 2,33                | 2,26             | 8 у гр. Б        |                      |                      | Није се квалификовао | = 16 / 32 (34) |        |
| Клаудио Стеки                                            | Скок мотком      | 5,60                | 5,40             | 17 у гр А        | Није се квалификовао | 28 / 33 (40)         |                      |                |        |
| Ђузепе Ђибилиско                                         | Скок мотком      | 5,90 НР             | ххх              | ххх              | БП                   | БП                   |                      |                |        |
| Фабрицио Донато                                          | Троскок          | 17,60 (+1,9 м/с) НР | 16,53            | 7 у гр. А        | Није се квалификовао | 15 / 20 (22)         |                      |                |        |
| Данијел Греко                                            | Троскок          | 17,47               | ххх              | ххх              | БП                   | БП                   |                      |                |        |
| Фабрицио Скембри                                         | Троскок          | 17,27               | 16,83            | 6. у гр. Б кв    | 16,74                | 8 / 20 (22)          |                      |                |        |
| Ђовани Фалочи                                            | Бацање диска     | 64,77               | 57,54            | 13. у гр. Б      | Није се квалификовао | 28 / 30              |                      |                |        |
| Никола Вицони                                            | Бацање кладива   | 80,50               | 75,38            | 6. у гр. Б кв    | 77,61 ЛРС            | 7 /27 (29)           |                      |                |        |

### Жене
| Атлетичарка                                                                                | Дисциплина    | Лични рекорд        | Квалификације | Квалификације | Полуфинале            | Полуфинале            | Финале                | Финале           | Детаљи |
| Атлетичарка                                                                                | Дисциплина    | Лични рекорд        | Резултат      | Место         | Резултат              | Место                 | Резултат              | Место            | Детаљи |
| ------------------------------------------------------------------------------------------ | ------------- | ------------------- | ------------- | ------------- | --------------------- | --------------------- | --------------------- | ---------------- | ------ |
| Глорија Хупер                                                                              | 200 м         | 22,95               | 23,10 ЛРС     | 4. у гр. 1    | Није се квалификовала | Није се квалификовала | Није се квалификовала | 21 / 48 (50)     |        |
| Кјара Бацони                                                                               | 400 м         | 52,06               | 52,14         | 6. у гр 4 кв  | 52,11                 | 6. у гр. 1            | Није се квалификовала | 18 / 35 (36)     |        |
| Либанија Гренот                                                                            | 400 м         | 50,30 НР            | 51,43 ЛРС     | 3 у гр. 3 КВ  | 50,47 ЛРС             | 4. у гр. 2            | Није се квалификовала | 18 / 35 (36)     |        |
| Марта Милани                                                                               | 800 м         | 2:01,35             | 2:02,41       | 6. у гр. 1    | Није се квалификовала | Није се квалификовала | Није се квалификовала | 27 / 32          |        |
| Маргерита Мањани                                                                           | 1.500 м       | 4:06,34             | 4:11,15       | 8 у гр. 2     | Није се квалификовала | Није се квалификовала | Није се квалификовала | 28 / 37          |        |
| Марција Каравели                                                                           | 100 м препоне | 12,85               | 13,07         | 2 у гр. 1 КВ  | 13,06                 | 7. у гр. 1            | Није се квалификовала | 18 / 36 (37)     |        |
| Вероника Борси                                                                             | 100 м препоне | 12,76 (+0,6 м/с) НР | 13,35         | 5. у гр. 5    | Није се квалификовала | Није се квалификовала | Није се квалификовала | 29 / 36 (37)     |        |
| Jennifer Rockwell-Grossarth                                                                | 400 м препоне | 55,51               | 56,53         | 5. у гр. 4    | Није се квалификовала | Није се квалификовала | Није се квалификовала | 19 / 29 (32)     |        |
| Валерија Странео                                                                           | Маратон       | 2:23:44 НР          |               |               |                       |                       | 2:25:58               |                  |        |
| Ема Кваља                                                                                  | Маратон       | 2:28:15             | 2:34:16       | 6 / 46 (72)   |                       |                       |                       |                  |        |
| Елиза Ригаудо                                                                              | 20 км ходање  | 1:27:12             | 1:28:41 ЛРС   | 5 / 56 (62)   |                       |                       |                       |                  |        |
| Елеонора Ана Ђорђи                                                                         | 20 км ходање  | 1:29:48             | 1:30:01 ЛРС   | 10 / 56 (62)  |                       |                       |                       |                  |        |
| Антонела Палмизано                                                                         | 20 км ходање  | 1:30:59             | 1:30:50 ЛР    | 13 56 (62)    |                       |                       |                       |                  |        |
| Одри Ало Марција Каравели¹ Ilenia Draisci Martina Amidei                                   | 4 х 100 м     | 43,04 НР            | 44,05         | 5. у гр. 2 кв |                       |                       | Није се квалификовале | 16 / 17 (19)     |        |
| Кјара Бацони¹ Марта Милани¹ Maria Benedicta Chigbolu* Либанија Гренот¹ Maria Enrica Spacca | 4 х 400 м     | 3:25,71 НР          | 3:29,62 НРС   | 2. у гр. 1 КВ |                       |                       | ДИСК., чл. 170.6      | ДИСК., чл. 170.6 |        |
| Алесија Трост                                                                              | Скок увис     | 2,00                | 1,92          | =1 у гр. А кв |                       |                       | 1,93                  | =7 / 27          |        |
| Дарија Деркач                                                                              | Скок удаљ     | 6,67                | 6,16          | 13. у гр. Б   | Није се квалификовала | 28 / 29 (31)          |                       |                  |        |
| Симона ла Мантија                                                                          | Троскок       | 14,69               | 13,80         | 7. у гр. Б    | Није се квалификовала | 14 / 21               |                       |                  |        |
| Кјара Роза                                                                                 | Бацање кугле  | 19,15 НР            | 17,18         | 10. у гр. Б   | Није се квалификовала | 22 / 29 (30)          |                       |                  |        |